# Vladař
Vladař, italsky Il Principe, kniha Niccolò Machiavelliho, je nejvýznamnější dílo tohoto politika, diplomata a spisovatele, který je považován za zakladatele politologie. Ve svém díle Machiavelli nejprve dělí státy na republiky a autokracie (knížectví). Dále se zabývá pouze autokraciemi. Ty rozděluje podle způsobu vzniku na zděděné a nově vzniklé. Zaměřuje především na nově vzniklé, jelikož udržet moc ve zděděných knížectvích považuje, za normálních okolností, za snadné.
Kniha byla napsána v roce 1513, ale vyšla až po autorově smrti roku 1532. Věnována byla rodu Medicejských, po jejichž návratu k moci Machiavelli ztratil všechny funkce ve vládě florentské republiky. Právě tyto okolnosti sepsání Vladaře značně ovlivňují vyznění díla, které se snaží podbízet autokratickému vládci. Machiavelli však ve skutečnosti byl spíše republikán, což dokazuje dílem Rozpravy nad prvními deseti knihami Tita Livia. Především však byl velkým italským vlastencem, dějiny roztříštěné a slabé středověké Itálie sepsal v díle Florentské letopisy, primárně zaměřeném na dějiny Florencie. Jeho představa byla sjednocení Itálie jakožto jediná možná obrana před silnějšími sousedy, což se později stalo. V zájmu této věci mu bylo jedno, bude-li Itálie sjednocena formou republiky, nebo autokracie.
Katolická církev zařadila roku 1559 toto dílo na Index zakázaných knih, kde bylo uváděno až do konce 19. století. Katolický filozof profesor Josef Kachník napsal, že „kniha tato náleží k nejnemravnějším spisům literárním".
Z důvodu podobné tematiky bývá kniha často srovnávána s Arthášástrou od Kautilja a s dílem Umění války od Sun-c'.

## Machiavelli vs. machiavellismus
Nejvýznamnější částí Vladaře jsou právě rady vládcům, jak si moc udržet, které podepírá mnohými příklady z historie, především Itálie. Jeho oblíbeným příkladem dobrého vládce je Cesare Borgia. Tyto rady jsou všeobecně známy jako z kontextu vytržené věty, které bez souvislostí relativizují morálku. Tato zkratkovitost se označuje jako machiavellismus a pro neznalost zbytku díla o něm vzniklo obecné povědomí jako o cynickém pragmatismu.
V sedmnácté kapitole Vladaře se například píše
- Lidé klidně ublíží tomu, koho milují, protože láska je morální závazek a ten pro svůj prospěch klidně poruší. Právě proto, že jsou špatní a slabí. Ale strach z trestu je přece jen drží na uzdě.

Machiavellismus však ignoruje rozbor tohoto výroku, který je jak v následující větě
- Panovník má budit respekt, nikoli však strach, protože ten vede zase k nenávisti. A respekt si udrží potud, dokud nesáhne poddaným na majetek a na jejich ženy.

tak v úvodní větě sedmnácté kapitoly
- Ideálem panovníka by vždycky měla být shovívavost a lidskost. Jenomže ne vždy je to možné a prospěšné.

## Relativizace morálky
Tento pojem nejlépe ilustruje úryvek patnácté kapitoly
V čem jedni u něho vidí hospodárnost, druzí zas lakotu, v oprávněné přísnosti ukrutnost, v soucitu a vlídnosti naopak slabost a zbabělost. Co jeden na něm považuje za účelné a praktické, druhý může mít za věrolomné a bezzásadové, ve velkorysosti lze vidět i lehkomyslnost, v uzavřenosti a zdrženlivosti třeba pýchu a nafoukanost, vážný člověk může někomu připadat jako morous a nelida, zbožný jako pokrytec a tak dále.
Machiavelli věří, že lidé se rozhodnou mezi těmito dvěma pohledy na tytéž vlastnosti podle úspěchu panovníka.

## Virtù
Významným pojmem, se kterým ve své práci pracuje, je pojem „virtù“. Toto slovo bylo používáno již před ním i po něm, obvykle ve významu čestného a správného jednání. Machiavelli tvrdí, že politika má jinou morálku a že co by v obyčejném životě mohlo být považováno za nemorální, naopak v politice je správné. Tvrdí, že pokud se politik zásadově řídí občanskou morálkou, je špatným politikem. Jeho povinností je učinit vše, co je potřeba pro zájmy svého státu, a neohlížet se na nic jiného. Takový politik pak prý disponuje „virtù“ a bude mu přát Štěstěna. Odlišení morálky v životě a v politice je vůbec nejvýznamnější poselství této knihy.

## Citáty
| „ | Lidé jsou tak prostomyslní a tolik se pachtí za tím, co právě potřebují, že kdo chce klamat, vždycky najde někoho, kdo se oklamat dá. Panovník má budit zdání, že je vlídný, věrný, lidský, upřímný a zbožný, a má takový být. Ale pro případ, že je nutné takovým nebýt, má mít povahu dost pružnou, aby se mohl a dovedl změnit v pravý opak. Nutno chápat, že vladař, zejména vladař nový, nemůže vynikat všemi vlastnostmi, pro které jsou lidé považování za dobré, protože je často nucen k udržení vlády jednat proti věrnosti, proti milosrdenství, proti lidskosti, proti náboženství. Musí se přizpůsobovat rozmarům Štěstěny a proměnlivosti událostí, nemá pokud možno opouštět cestu dobra, ale přikazuje-li to nezbytnost, má též umět nastoupit cestu zla. Vladař má proto úzkostlivě dbát, aby nikdy nepronesl nic, co by se plně neshodovalo s uvedenými pěti vlastnostmi. Kdo ho vidí a slyší, musí mít dojem, že je zosobněná laskavost, věrnost, upřímnost, lidskost a zbožnost… Při posuzování lidské činnosti, zejména skutků vladařových, proti nimž není odvolání, se hledí na výsledek. Panovník se musí starat, aby zvítězil a podržel si moc. Prostředky, jimiž to dokázal, shledají lidé vždy čestnými a každý je bude chválit. Lid dá vždy jen na zdání a na výsledek věci, a na světě není než lid. | “ |